# 四月望雨
《四月望雨》（英語：April Rain）是2007年以台灣流行音樂作曲家鄧雨賢（1906-1944）一生為藍本的大型原創音樂劇。標題《四月望雨》指的是鄧雨賢的四首歌曲：《四季红》、《月夜愁》、《望春风》、《雨夜花》。演出使用華語、台語、日語與客語四種語言。本劇由楊忠衡撰寫原創劇本，冉天豪作曲與編曲，作詞為王友輝（台語）、鍾永豐（客語）、楊士平、楊忠衡。
《四月望雨》是音樂時代劇場製作的「台灣音樂劇三部曲」中的第一部，第二部與第三部分別是《隔壁親家》與《渭水春風》。

## 曲目表

### 第一幕
- 序曲：美麗的花都台北（純純、眾人、鄧雨賢）
- 台北小唄（純純）
- 人不癡情枉少年（鄧雨賢、陳君玉、吉村祥一）
- 我的夢‧我的世界（鄧雨賢、鍾有妹）
- 桃花泣血記（宣傳員）
- 大稻埕進行曲（鄧雨賢、群眾）
- 街燈伊知影（吉村祥一）
- 桃花、櫻花、圓仔花（愛愛、純純、眾女歌手）
- 望春風（純純、眾女歌手）
- 四月望雨（鄧雨賢、純純）
- 飯菜涼了你知否？（鍾有妹）
- 跳舞時代（愛愛）
- 愛國進行曲（群眾）
- 明天，我們的世界（眾人）

### 第二幕
- 皇城驚奇（眾人）
- 奇巧的花布巾（純純、鄧雨賢、眾人）
- 四季紅（純純、鄧雨賢、眾人）
- 榮譽的軍夫（群眾）
- 聞無咖啡香（眾人）
- 天佑吾皇（柏野正次郎）
- 漂流的龍子（陳君玉）
- 我是東田曉雨（鄧雨賢）
- 宣導歌（群眾）
- 月夜愁（吉村祥一）
- 取我去見花（純純）
- 雨夜花（鄧雨賢、陳君玉）
- 感謝你煮的每一餐飯（鄧雨賢、鍾有妹）
- 終曲（眾人）

## 製作
《四月望雨》由永齡教育慈善基金會委託音樂時代劇場創作，2007年6月15日到17日在台北市國父紀念館首演，使用華語、台語、日語與客語四種語言演出。本劇由楊忠衡擔任藝術總監與原創劇本，冉天豪作曲與編曲，作詞為王友輝（台語）、鍾永豐（客語）、楊士平、楊忠衡，導演與劇本改編楊士平，劇本顧問為王友輝。其他創作人員還有伍錦濤（舞蹈設計）、陳佳慧（舞台設計）、林恒正（服裝設計）、方淥芸（燈光設計）、魏世芬（歌唱詮釋指導）。
2022年《四月望雨》重新製作上演，由符宏征導演，張哲龍舞台設計，黃祖延燈光設計，羅士翔影像設計，達姆拉．楚優吉舞蹈設計，林姿吟歌唱指導。

## 演出時間與主要演員
- 2023年3月4-5日（新北市藝文中心）
鄧雨賢：江翊睿 飾／純純：賴珮如 飾／陳君玉：陳彥廷 飾／鍾有妹：林姿吟 飾／柏野正次郎：陳何家 飾／吉村祥一：于浩威 飾／愛愛：賴盈螢 飾
- 2022年12月24日（桃園展演中心）
鄧雨賢：江翊睿 飾／純純：賴珮如 飾／陳君玉：陳彥廷 飾／鍾有妹：林姿吟 飾／柏野正次郎：陳何家 飾／吉村祥一：于浩威 飾／愛愛：朱海君 飾
- 2022年8月20-21日（台中國家歌劇院）
鄧雨賢：江翊睿 飾／純純：賴珮如 飾／陳君玉：陳彥廷 飾／鍾有妹：林姿吟 飾／柏野正次郎：陳何家 飾／吉村祥一：于浩威 飾／愛愛：朱海君 飾
- 2022年7月15-17日（台北國父紀念館）
鄧雨賢：江翊睿 飾／純純：賴珮如 飾／陳君玉：陳彥廷 飾／鍾有妹：林姿吟 飾／柏野正次郎：陳何家 飾／吉村祥一：于浩威 飾／愛愛：朱海君 飾
- 2010年5月7-9日（台北國家戲劇院）
鄧雨賢：江翊睿 飾／純純：洪瑞襄 飾／陳君玉：程伯仁 飾／鍾有妹：張世珮 飾／柏野正次郎：陳何家 飾／吉村祥一：葉文豪 飾／愛愛：蔡景馨 飾／流浪舞蹈劇場
- 2008年8月23-24日（高雄至德堂）
鄧雨賢：江翊睿 飾／純純：洪瑞襄 飾／陳君玉：程伯仁 飾／鍾有妹：張世珮 飾／柏野正次郎：陳何家 飾／吉村祥一：陳彥廷 飾／愛愛：史茵茵 飾
- 2008年8月15-16日（新竹縣立文化中心演藝廳）
鄧雨賢：江翊睿 飾／純純：洪瑞襄 飾／陳君玉：程伯仁 飾／鍾有妹：張世珮 飾／柏野正次郎：陳何家 飾／吉村祥一：陳彥廷 飾／愛愛：史茵茵 飾
- 2008年7月19-20日（台南市立文化中心演藝廳）
鄧雨賢：江翊睿 飾／純純：洪瑞襄 飾／陳君玉：程伯仁 飾／鍾有妹：張世珮 飾／柏野正次郎：陳何家 飾／吉村祥一：陳彥廷 飾／愛愛：史茵茵 飾
- 2008年6月28-29日；7月2日；7月4-6日（台北國家戲劇院）
鄧雨賢：江翊睿 飾／純純：洪瑞襄 飾／陳君玉：程伯仁 飾／鍾有妹：張世珮 飾／柏野正次郎：陳何家 飾／吉村祥一：陳彥廷 飾／愛愛：史茵茵 飾
- 2008年6月21-22日（台中中山堂）
鄧雨賢：江翊睿 飾／純純：洪瑞襄 飾／陳君玉：程伯仁 飾／鍾有妹：張世珮 飾／柏野正次郎：陳何家 飾／吉村祥一：陳彥廷 飾／愛愛：史茵茵 飾
- 2007年10月26-28日（台北國父紀念館）
鄧雨賢：江翊睿 飾／純純：洪瑞襄 飾／陳君玉：程伯仁 飾／鍾有妹：張世珮 飾／柏野正次郎：陳何家 飾／吉村祥一：陳彥廷 飾／愛愛：林佳蓉 飾
- 2007年6月15日-17日（台北國父紀念館）
鄧雨賢：江翊睿 飾／純純：洪瑞襄 飾／陳君玉：程伯仁 飾／鍾有妹：張世珮 飾／柏野正次郎：陳何家 飾／吉村祥一：陳彥廷 飾／愛愛：張雅涵 飾

## 其他媒體
《四月望雨》也出現在台灣遊戲《返校》中。

## 外部連結
- 《四月望雨》官方網站*「音樂時代劇場」官方網站（页面存档备份，存于）